# Левченко Тетяна Романівна
Тетяна Романівна Левченко (1913, місто Бахмач, тепер Чернігівської області — ?) — українська радянська діячка, вчителька, старший викладач кафедри російської літератури Конотопського учительського інституту Сумської області. Депутат Верховної Ради УРСР 3-го скликання.

## Біографія
Народилася в родині залізничника. Закінчила Бахмацьку середню школу та педагогічний інститут.
З 1931 року працювала вчителем в Ярославській школі Чернігівської області.
У 1940—1941 роках — викладач російської літератури Самбірського технікуму радянської торгівлі Дрогобицької області.
Під час німецько-радянської війни була евакуйована в місто Агриз Татарської АРСР, викладала російську мову в місцевій школі.
З 1944 року — старший викладач кафедри російської літератури Конотопського учительського інституту Сумської області.

## Нагороди
- медалі